# Matt Kalil
Pour les articles homonymes, voir Kalil.
(en) Statistiques sur pro-football-reference
Matt Kalil, né le 6 juillet 1989 à Corona, est un joueur américain de football américain évoluant au poste d'offensive tackle.
Il est sélectionné lors de la Draft 2012 de la NFL à la 4e place par les Vikings du Minnesota.